# Park City (Utah)
Park City ist eine Stadt in Utah, USA und Teil des Wasatch Back auf der Ostseite der Wasatchkette. Das U.S. Census Bureau hat bei der Volkszählung 2020 eine Einwohnerzahl von 8396 ermittelt.
Die Stadt wuchs während der 1980er und 1990er Jahre explosiv und liegt unmittelbar im Norden und Osten dreier großer Wintersportgebiete: Park City Resort, Deer Valley und The Canyons. Obwohl es weniger Schnee gibt als in Salt Lake City, weil sie auf der Leeseite der Wasatchkette liegen, sind die Skigebiete leichter zu erreichen. Wintersport ist die Haupteinnahmequelle der vom Tourismus lebenden Stadt. Im Rahmen der Olympischen Winterspiele 2002 in Salt Lake City fanden die Snowboard-Wettbewerbe sowie die Slalom- und Riesenslalomläufe in den Skigebieten Park Citys statt. Die Special Olympics World Winter Games 1985 wurden ebenfalls in Park City veranstaltet.
Die Stadt ist außerdem der Hauptaustragungsort des Sundance Film Festivals und Hauptsitz des US-Skiverbandes. Auf der Bob- und Rodelbahn finden regelmäßig internationale Wettkämpfe statt.

## Geschichte
Park City wurde 1870 als Bergbaustadt gegründet, nachdem Blei, Gold und Silber in dem Gebiet entdeckt worden waren. Die Bevölkerung nahm so stark zu, dass viele dachten, es würde Salt Lake City bald als wichtigste Stadt in Utah übertreffen. Aber die Minen erreichten den Grundwasserspiegel und wurden überflutet. Park City wurde fast zu einer Geisterstadt, bis in den 1950er Jahren der Wintersport in die Stadt kam. Trotzdem erholte sich die Stadt erst wieder in den 1970er Jahren von der wirtschaftlichen Flaute.

## Demografie
Laut der Volkszählung 2000 hat die Stadt 7371 Einwohner (Bevölkerungsdichte 301,8 Einwohner/km²) mit einem Anteil von 80,50 % Weißen und 19,64 % Latinos. Das Durchschnittsalter beträgt 33 Jahre, das Verhältnis von Frauen zu Männern ist 100:118,7. Das Durchschnittseinkommen pro Haushalt ist 65.800 US-Dollar, das Pro-Kopf-Einkommen beträgt 45.164 US-Dollar. 10,0 % der Bevölkerung und 5,3 % der Familien leben unterhalb der Armutsgrenze.

## Persönlichkeiten
- Horst-Dieter Esch (* 1943), deutsch-amerikanischer Unternehmer und Sportfunktionär
- Harry Reems (1947–2013), Pornodarsteller und späterer Immobilienmakler. Wurde bekannt durch die Rolle im Pornoklassiker Deep Throat
- Treat Williams (1951–2023), Schauspieler
- Eric Heiden (* 1958), Eisschnellläufer
- Ken Block (1967–2023), Rallyefahrer
- Nikki Stone (* 1971), Freestyle-Skierin
- Shannon Nobis (* 1972), Skirennläuferin
- Ted Ligety (* 1984), Skirennläufer
- Rosie Brennan (* 1988), Skilangläuferin
- William Rhoads (* 1995), Skispringer
- Haley Batten (* 1998), Mountainbikerin
- Casey Dawson (* 2000), Eisschnellläufer
- Paige Jones (* 2002), Skispringerin
- Lauren Macuga (* 2002), Skirennläuferin
- Troy Podmilsak (* 2004), Freestyle-Skier

## Schutzgebiete
In Park City ist einer der Ausgangspunkte des Historic Union Pacific Rail Trail State Park, eines 45 Kilometer langen Wanderwegs auf dem Bahndamm einer ehemaligen Bahnstrecke über Wanship und Coalville bis zum Echo Reservoir.

## Sport
Die 3. Special Olympics World Winter Games wurden vom 24. bis 29. März 1985 in Park City veranstaltet. Es wurden Eislaufen und Skifahren angeboten. 750 Athleten aus 12 Ländern reisten für die Spiele an. Die Angaben zu den teilnehmenden Ländern schwankt dabei in den Quellen zwischen 12 und 14.